# Marsindo
Marsindo es un libro de caballerías español de principios del siglo XVI, que permanece inédito. El manuscrito se conserva en la Biblioteca de la Real Academia de Historia en Madrid (Ms. 9/804 olim, L.75). Se ignora el nombre de su autor. Su título es Historia del virtuoso y esforzado caballero Marsindo. Es la continuación de una obra perdida, en cuya primera parte posiblemente se relataban las hazañas de Serpio Lucelio, padre de Marsindo.
El libro se inicia relatando el nacimiento de Marsindo, hijo de Serpio Lucelio y de Gracisa, hija del emperador de Constantinopla. Su madre fue tomada prisionera y aunque logró escapar, fue llevada por un mercader húngaro a una villa puerto de mar llamada Tenisa. En la casa del mercader dio a luz un hijo, al que le puso por nombre Marsindo, por haber sido engendrado en el mar. A poco de su nacimiento, Marsindo y su ama de cría son apresados por moros y llevados al reino moro de Domás, donde se cría en la casa de Al Farxín, pariente del rey de esa tierra, y llega a ser un esforzado caballero. Al final del libro se relatan las aventuras de su hijo Paunicio y se promete una continuación.
El final del libro dice:

"E vido Enorde dos espadas ricas e buenas, quísolas traer anbas a dos, como su abuelo Erpión; e la que le dio el enperador, traía ceñida, e con la otra conbatía en las batallas que entrava. Cuando
Mureque supo el vencimiento de sus gentes, vino con más de cien mile cavalleros contra Paunicio y uvieron entranbos muy crueles batallas; mas a la fin fue vencido e muerto por las manos de Lidos, fijo del
jigante Mazaron, que a maravilla era buen cavallero; e desde allí para Unicio fue conquistando toda la tierra e ganó muchos reinos de África, fasta que llegó a la cibdad de Marruecos, a donde el Miramolín
estava e puso cerco sobr'ella; e fueron allí fechas grandes cosas en armas, e a la fin uvola Paunicio por una donzella muy fermosa, fija del Miramolín, que d'él se enamoró de los grandes fechos que
d'él oyó dezir, y enbióle a dezir que, si. él se quería casar con ella, que le daría la cibdad e le faría señor de la tierra, e lo fizo con condición que se tornase cristiana; y ella le dio manera cómo entrase en la cibdad, e prendióle al Miramolín e de allí ganó toda la África, que no quedó rey ni gran señor que no lo obedeciese por señor; y él fizo lo que le prometió a la donzella, que la tornó cristiana e se casó con ella. E mientra él bibió, todavía tuvo guerra con los moros e sienpre alcancó vitoria d'ellos, de manera que fue señor de gran tierra e fizo tan estrañas cosas en armas que igualó a la bondad de su padre. Y aquí no vos las contamos como él las pasó porque en la su grande istoria lo cuenta muy conplidamente. Amén. Deo gracias" (folio sin numeración en el cuerpo de libro).